# Tefilah
Tefilah er hebraisk og betyder "bøn". I jødedommen er alle mænd over bar mitzvah-alderen forpligtet til at bede de tre daglige bønner, eller gudstjenester:
- Shacharit (morgenbøn)
- Minchah (eftermiddagsbøn)
- Maariv/Aravit (aftenbøn)
Desuden forekommer der en ekstra fjerde bøn, en "tillægsbøn", "mussaf", på jødiske helligdage, shabbat og nymånedsdage. Dette minder om, at der på disse dage var et ekstra tillægsoffer i templet i Jerusalem. Uden et tempel er det ikke muligt at ofre, og derfor må det jødiske folk vise deres hengivenhed over for Gud på en anden måde, nemlig ved bønner ("hjertets ofre").

## Gudstjenestens struktur
Den jødiske bøn er særdeles struktureret, idet der er en klar rækkefølge for, hvordan den foregår (dog afviger denne rækkefølge meget fra tradition til tradition blandt jøder, men for den enkelte tradition er alt fastlagt).
Den jødiske gudstjeneste er en lægmandsgudstjeneste, hvilket vil sige, at den kan ledes af en hvilken som helst jødisk mand, der er blevet bar mitzvah. Lederen af gudstjesten kaldes "chazzan". For at der i det hele taget kan være tale om en fælles gudstjeneste – med en ledende person – er det dog nødvendigt, at der er ti jødiske mænd til stede. Disse udgør en minjan. Uden minjan beder den enkelte jøde for sig selv, og så frafalder en række dele af gudstjenesten, fx Tora-læsningen og kaddish-bønnen.